# Corythucha sphaeralceae
Corythucha sphaeralceae är en insektsart som beskrevs av Drake 1920. Corythucha sphaeralceae ingår i släktet Corythucha och familjen nätskinnbaggar. Inga underarter finns listade i Catalogue of Life.